# Жан де Люксембург-Линьи
Жан де Люксембург-Линьи (фр. Jean de Luxembourg-Ligny; 1370 — 2 июля 1397) — граф де Бриенн и де Конверсано с 1397, основатель младшей ветви дома Люксембург-Линьи.
Сын Ги де Люксембурга, графа де Линьи, и Матильды де Шатийон, графини де Сен-Поль, брат Валерана III и кардинала Пьера де Люксембурга.
Унаследовал сеньории Бовуар и Ришбур. По браку с Маргаритой Эгиенской стал в 1394 графом де Бриенн и де Конверсано.

## Семья
Жена (ок. 1380): Маргарита д'Энгиен (ум. 1393), дочь Луи д'Энгиена, графа де Бриенн и де Конверсано, титулярного герцога Афинского, и Джованны ди Сансеверино
Дети:
- Пьер I де Люксембург-Сен-Поль (1390—1433), граф де Бриенн, де Конверсано и де Сен-Поль. Жена (май 1405): Маргарита де Бо д'Андрия (1394—1469), дочь Франсуа I де Бо, герцога Андрии, и Свевы Орсини
- Луи де Люксембург (ум. 1443), архиепископ Руана, кардинал
- Жан II де Люксембург-Линьи (1392—1441), граф де Линьи и де Гиз. Жена 1) (1418): Жанна де Бетюн (ум. 1450), виконтесса Мо, дочь Роберта де Бетюна, виконта Мо, и Жанны де Шатийон
- Екатерина де Люксембург (род. 1393)
- Жанна де Люксембург (ум. 1420). Муж 1) (8.09.1415): Луи де Гистель (убит 25.10.1415 при Азенкуре); 2) (28.10.1419): Жан IV де Мелён (ок. 1396—1484), виконт де Мелён, бургграф Гента

Внебрачный сын:
- Жак де Люксембург, называемый «Кавелю», бастард де Линьи (ум. 1403), сеньор дю Форе. Жена: Жанна д’Анкр (ум. 1432)